# 흑호두나무

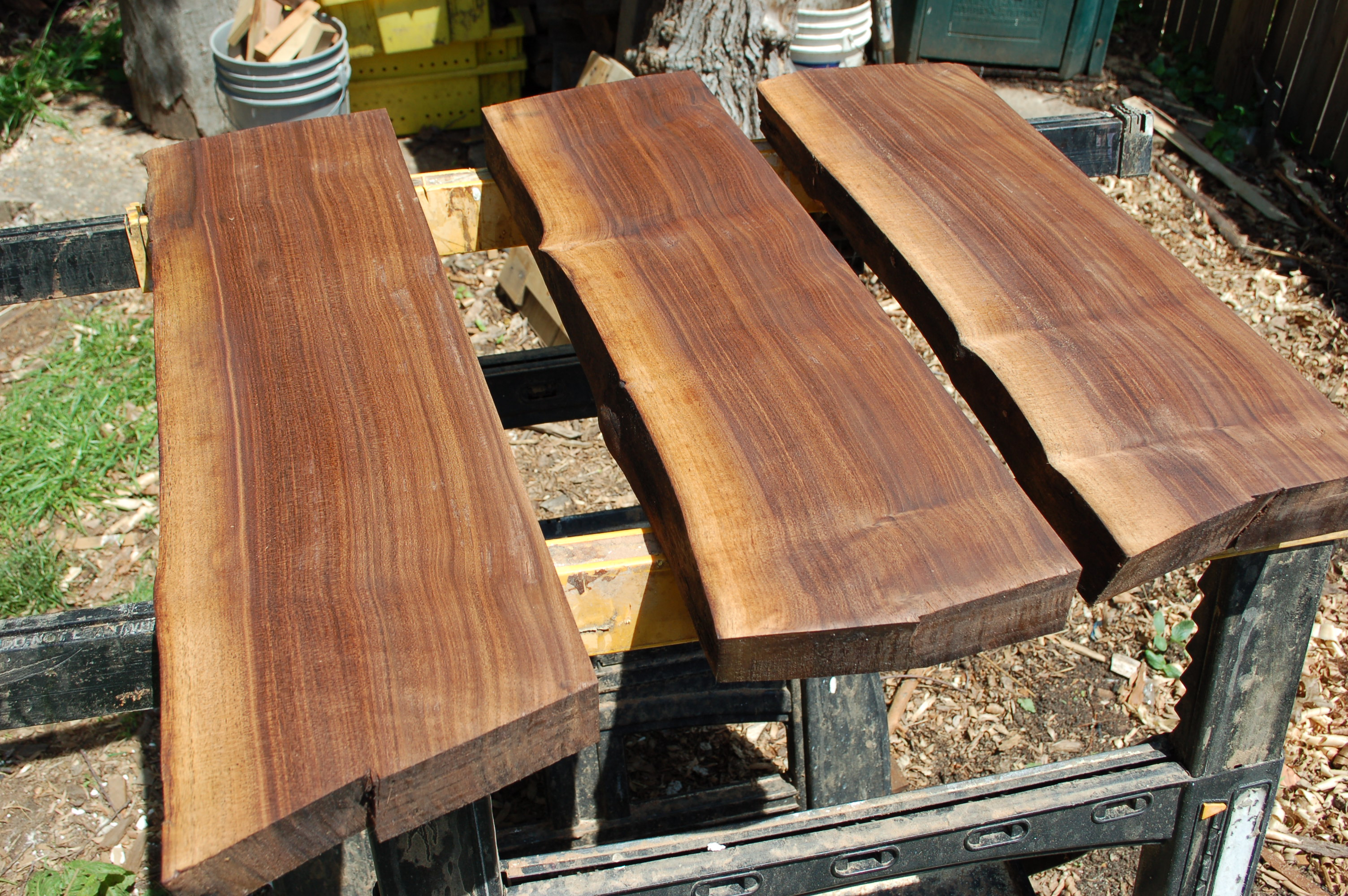
목질부가 진한 갈색이다,

흑호두나무는 북아메리카에 분포하는 활엽수로, 가래나무·호두나무와 같은 속에 속한다. 내구성이 뛰어나 고급 가구용 목재로 많이 사용되며, 비교적 달콤한 맛이 나는 견과를 식용한다.

## 같이 보기
- 호두나무
- 가래나무속
- 구충제